# جيمي سكوت
جيمي سكوت (Jamie Scott) مغني و كاتب أغاني و منتج بريطاني ولد في 12 فبراير 1984 ،خلال عمله الموسيقي قام بكتابة الأغاني لعدد كبير من المغنين المعروفين من بينهم ون دايركشن و راغ إن بون مان و إنريكيه إغليسياس ذا فامبس و إد شيران.

## روابط خارجية
- جيمي سكوت على موقع IMDb (الإنجليزية)
- جيمي سكوت على موقع ميوزك برينز (الإنجليزية)
- جيمي سكوت على موقع ديسكوغز (الإنجليزية)
- جيمي سكوت على موقع ديسكوغز (الإنجليزية)